# Никита Исповедник
Никита Халкедонски је рођен у Витинији, у граду Кесарији. Отац његов Филарет је оставио своју супругу и замонашио се, те је Никита остао код своје бабе, очеве мајке. Пошто је одрастао и школовао се, отишао је у манастир Мидикијски, где га је игуман Никифор постригао за монаха, а после седам година подвизавања рукоположио га је патријарх Тарасије за јеромонаха. По смрти Никифора и Никитиног друга Атанасија, братство је изабрало Никиту, и преко његове воље, за игумана. Свети Никита је био пример живота и подвига братији дуг низ година. Али кад се зацарио Лав V Јерменин, после царице Ирине и царева Никифора и Михаила, иконоборска јерес је обновљена. Цар је збацио патријарха Никифора и послао га на заточење, а на његово место поставио јеретика Теодота Каситера. И Никита је затворен и мучен, али је остао веран православљу. Премештан је из тамнице у тамницу, и мучен глађу и жеђу, мразом, знојем и поругањем. Нарочито му је досађивао неки Никола с подсмехом и поругом. Међутим, хришћани верују да се једне ноћи јавио Николи његов умрли отац на сну и прекорно му рекао: „Одступи од слуге Божјега!" И од тога часа Никола се покајао, те не само да није досађивао овом светитељу него је и друге одвраћао да му не досађују. Када је Лав Јерменин погинуо, царство је преузео цар Михаил Валвос, који је ослободио све православне страдалнике. Никита се повукао у једно усамљено место близу Цариграда, где је у молитви и благодарењу Богу на свему провео своје последње дане. Хришћани такође верују да је сотворио многа чудеса молитвом за време живота. Када је умро, пренели су му тело у његов манастир. И при том спроводу многи болесници који су се дотакли тело његово бише исцељени. Мошти му бише положене до гробнице његовог духовног оца Никифора и његовог друга Атанасија. Умро је 824. године.
Српска православна црква слави га 3. априла по црквеном, а 16. априла по грегоријанском календару.